# Edgar Zapata
Edgar Zapata (Medellín, Antioquia, Colombia; 1 de septiembre de 1979) es un exfutbolista colombiano. Jugaba de defensa y su último equipo fue Uniautónoma de Colombia.

## Clubes
| Club              | País     | Año       |
| ----------------- | -------- | --------- |
| Alianza Petrolera | Colombia | 2001-2002 |
| Junior            | Colombia | 2003-2005 |
| Necaxa            | México   | 2006      |
| Veracruz          | México   | 2007      |
| Deportivo Cali    | Colombia | 2007-2010 |
| Atlético Nacional | Colombia | 2011      |
| Deportivo Cali    | Colombia | 2012      |
| Once Caldas       | Colombia | 2013      |
| Rionegro Águilas  | Colombia | 2013-2014 |
| Uniautónoma       | Colombia | 2014      |

## Palmarés

### Campeonatos nacionales
| Título              | Club              | País     | Año  |
| ------------------- | ----------------- | -------- | ---- |
| Torneo Finalización | Junior            | Colombia | 2004 |
| Copa Colombia       | Deportivo Cali    | Colombia | 2010 |
| Torneo Apertura     | Atlético Nacional | Colombia | 2011 |